# Platycheirus quadratus
Platycheirus quadratus là một loài ruồi trong họ Ruồi giả ong (Syrphidae). Loài này được Say mô tả khoa học đầu tiên năm 1823. Platycheirus quadratus phân bố ở miền Tân bắc